# エルミート行列
線型代数学におけるエルミート行列（エルミートぎょうれつ、英: Hermitian matrix）または自己随伴行列（じこずいはんぎょうれつ、英: self-adjoint matrix）とは、複素数を成分とする正方行列で自身の随伴行列（共軛転置）と一致するものを言う。エルミート行列は、実対称行列の複素数に対する拡張版の概念として理解することができる。
正方行列 A の随伴を A† と書くとき、複素正方行列がエルミートであるということは、
{\displaystyle A=A^{\dagger }}
が成り立つということであり、これはまた
{\displaystyle A^{\top }=[a_{j,i}]=[{\bar {a}}_{i,j}]={\bar {A}}}
が成り立つことと同値ゆえ、その成分は任意の添字 i, j について (i, j)成分は (j, i)成分の複素共役と等しい。
随伴行列 A† は A∗ と書かれるほうが普通だが、A∗ を複素共軛（本項では A と書いた）の意味で使う文献も多く紛らわしい。
エルミート行列の名はシャルル・エルミートに因む。エルミートは1855年、この種の行列の固有値が常に実数となるという実対称行列と同じ性質を持つことを示した。
よく知られたパウリ行列、ゲルマン行列および一般化されたそれらはエルミートである。理論物理学においてそれらのエルミート行列には、しばしば虚数の係数が掛かって歪エルミート行列となる。

## 性質
- 任意のエルミート行列の主対角成分は、それが自身の複素共軛と一致することから、実数でなければならない。全ての成分が実数であるような行列がエルミートであるのは、それが対称行列（主対角線に関して全ての成分が対称）となるときであり、かつそのときに限る。実対称行列はエルミート行列の特別の場合である。
- 任意のエルミート行列は正規行列である。従って対角化可能。
- 有限次元のスペクトル定理によれば、任意のエルミート行列はユニタリ行列で対角化して、得られた対角行列の成分がすべて実数となるようにすることができる。これにより、エルミート行列 A の全ての固有値が実数であり、A が n 個の線型独立な固有ベクトルを持つことがわかる。さらには A の n個の固有ベクトルからなる Cn の正規直交基底をとることができる。
- 二つのエルミート行列の和は再びエルミートであり、エルミート行列の逆行列も存在すれば同様にエルミートになる。しかし、二つのエルミート行列 A, B に対してそれらの積 AB がエルミートとなるための必要十分条件は AB = BA となることである。従って、任意の整数 n に対して冪 An は A がエルミートならばエルミートである。
- n次複素エルミート行列の全体は、複素数体 C 上のベクトル空間を成さない（例えば単位行列 In はエルミートだがそのスカラー i倍である i In はエルミートでない）。しかし複素エルミート行列の全体は実数体 R 上のベクトル空間にはなる。n次複素行列の全体は R 上で 2n2次元のベクトル空間であり、その中で複素エルミート行列の全体は n2次元の部分空間を成す。その基底は、行列単位 Ej,k（(j,k)成分が 1 でそれ以外の成分は全て 0 である n次正方行列）を用いれば、{\displaystyle {\begin{cases}E_{j,j}&(1\leq j\leq n)\\E_{j,k}+E_{k,j},\,i(E_{j,k}-E_{k,j})&(1\leq j<k\leq n)\end{cases}}} で与えられ、これらの形の基底ベクトルはそれぞれ n, n2 − n/2, n2 − n/2 個ずつ存在するから、次元は n + n2 − n/2 + n2 − n/2 = n2 であることが分かる。ただし、i は虚数単位である。
- エルミート行列 A の n 個の正規直交固有ベクトル {\displaystyle u_{1},\ldots ,u_{n}} を選び、それを列ベクトルとする行列を U と書けば、A の固有分解 {\displaystyle A=U\Lambda U^{\dagger }\qquad (UU^{\dagger }=I=U^{\dagger }U)} が成り立って、対角行列 Λ の主対角線上に並ぶ固有値を λj として{\displaystyle A=\textstyle \sum \limits _{j}\lambda _{j}u_{j}u_{j}^{\dagger }}と書くことができる。
- 任意の正方行列とその共軛転置との和 {\displaystyle (C+C^{\dagger })} はエルミートである。
- 任意の正方行列とその共軛転置との差 {\displaystyle (C-C^{\dagger })} は歪エルミートである。したがってまた、二つのエルミート共軛の交換子積は歪エルミートになる。
- 任意の正方行列 C はエルミート行列 A と歪エルミート行列 B との和{\displaystyle C=A+B\quad {\mbox{with}}\quad A={\frac {1}{2}}(C+C^{\dagger })\quad {\mbox{and}}\quad B={\frac {1}{2}}(C-C^{\dagger })} に一意的に分解される。
- エルミート行列の行列式は実数である。これは行列式は固有値の積であり、エルミート行列の固有値が実数であることから従う。あるいは直接計算で確かめるならば、転置行列の行列式がもとの行列のそれと等しいこと、および複素共軛行列の行列式がもとの行列の行列式の複素共軛であること{\displaystyle \det(A)=\det(A^{\top }),\quad \det({\bar {A}})={\overline {\det(A)}}}から{\displaystyle A=A^{\dagger }\implies \det(A)={\overline {\det(A)}}}を得る。

## 参照
1. ↑  Frankel, Theodore (2004). The geometry of physics: an introduction. Cambridge University Press. p. 652. ISBN 0-521-53927-7